# روژیر هافمن
روژیر هافمن (انگلیسی: Rogier Hofman؛ زادهٔ ۵ سپتامبر ۱۹۸۶) ورزشکار هاکی روی چمن اهل پادشاهی هلند است.
وی در مسابقات کشوری و بین‌المللی در مجموع برندهٔ ۴ مدال نقره، ۱ مدال برنز شده‌است.